# Kingwood (Virginia Occidental)
Kingwood es una ciudad ubicada en el condado de Preston en el estado estadounidense de Virginia Occidental. En el Censo de 2010 tenía una población de 2939 habitantes y una densidad poblacional de 467,17 personas por km².

## Geografía
Kingwood se encuentra ubicada en las coordenadas 39°28′19″N 79°40′56″O / 39.47194, -79.68222. Según la Oficina del Censo de los Estados Unidos, Kingwood tiene una superficie total de 6.29 km², de la cual 6.29 km² corresponden a tierra firme y (0%) 0 km² es agua.

## Demografía
Según el censo de 2010, había 2939 personas residiendo en Kingwood. La densidad de población era de 467,17 hab./km². De los 2939 habitantes, Kingwood estaba compuesto por el 97.31% blancos, el 0.85% eran afroamericanos, el 0.14% eran amerindios, el 0.54% eran asiáticos, el 0% eran isleños del Pacífico, el 0.14% eran de otras razas y el 1.02% pertenecían a dos o más razas. Del total de la población el 0.54% eran hispanos o latinos de cualquier raza.